# Eyalato de Trípoli
El eyalato de Trípoli (en turco otomano: ایالت طرابلس شام‎, romanizado: Eyālet-i Ṭrāblus-ı Şām: شام Eyālet-i Ṭrāblus-ı Şām; en árabe: طرابلس الشام‎) fue un eyalato del Imperio otomano desde los años 1597 hasta 1864, ubicado en Asia en lo que actualmente es Líbano y Siria, no debe ser confundido con la Tripolitania otomana. La capital era Trípoli, ubicada actualmente en el Líbano. En el siglo XIX tenía una superficie de aproximadadamente 4 220km².
Se extendió a lo largo de la costa, desde los límites del sur de las Montañas Nur en el norte, a la garganta de Maameltein en el sur, el cual separó él del territorio del sanjacado de Sidon-Beirut.

## Historia
El control del Imperio otomano de la región comienza en 1516, pero no es creado hasta antes de 1597. Cuando fue creado pertenecía al distrito noroeste de los eyalatos de Damasco y Alepo. Anteriormente,  en 1521 había logrado ser un eyalato pero solo duró unos meses.

## Divisiones administrativas
El eyalato constó de cinco sanjacados entre 1700 y 1740:
1. Sanjacado de Trípoli (Trablus-Şsoy : Paşun Sancağı, Trípoli)
2. Sanjacado de Hama (Hama Sancağı, Hama)
3. Sanjacado de Homs  (Hums Sancağı, Homs)
4. Sanjacado de Salamieh (Selemiyye Sancağı, Salamiyah)
5. Sanjacado de Jebella o de Jebellieh (Cebeliyye Sancağı, Jableh)